# Pretpolimer
Pretpolimeri (smole) su viskozne ili lakotaljive smole pogodne za oblikovanje i preradbu. Nastaju polikondenzacijom monomera. Zagrijanim pretpolimerima dodajemo umrežavalima (umreživalima) u proizvodnji radi nepovratnog povezivanja i otvrdnjivanja tih viskoznih i lakotaljivih smola u čvrste, tvrde, toplinski postojane, netopljive i netaljive materijale.
Niskomolekularne pretpolimere prevodimo u visokomolekularne polimere i uz upotrebu katalizatora.
Pretpolimeri uz smolastu mogu također biti i praškaste konzistencije.

## Vanjske poveznice
- Natuknica pre-polymer molecule. In: IUPAC Compendium of Chemical Terminology (the “Gold Book”). doi:10.1351/goldbook.P04818 Inačica: 2.3.3. (engleski)